# 下岗胡同
39°54′38″N 116°21′59″E / 39.9106233°N 116.3664381°E
下岗胡同，是位于中国北京市西城区中部的一条胡同。

## 简介
下岗胡同北起小口袋胡同，南到太平桥大街。清朝称“下岗儿”，1965年改名为“下岗胡同”。
元大都的南城墙位于如今长安街一线。明朝兴建北京城时，废弃了这段城墙，将北京内城南城墙建在向南约一里之处。这就把元大都的旧城墙包围在新的北京内城以内。明朝对这段旧城墙可能不是一下子拆除，而是任其自然消亡，旧城墙的残垣与居民住宅同存，旧城墙残垣形成了高岗。
下岗胡同旁边，原来还有一条胡同，叫“上岗胡同”。清朝人阮文达曾居住在上岗，留有《蝶梦园纪》记曰：“辛未、壬申间，余在京师赁屋于西城阜成门内之上岗。有通沟自北而南，至岗折而东，岗临沟上。门多古槐，屋后小园，松、柏、桑、榆、槐、柳、丁香、藤萝之属，交柯接荫，有一轩二亭一台，亭馆花木之胜，在城中草药佳境唉！”清朝末年，此园改成花厂。过去，上岗有台，即元大都土城的遗存；通沟即西河漕，是元朝初年圈入元大都城中之河，中华民国初年填塞为道路，形成今太平桥大街。
上岗以南，即今复兴门内大街一带，过去有上坡胡同、下坡胡同、邱子胡同、报子胡同等地名，上坡、下坡与上岗、下岗都是就地形而称，邱子源于土丘子，报子则是从“泡子河”得名，都与元大都旧城垣以及护城河的遗迹有关系。
1937年，北京市二龙路医院的前身成立于西单的一个平房内，1970年代搬迁到下岗胡同内，成为一家集体所有制综合性医院，以治疗肛肠疾病为特色。2005年，与德外医院整合成北京市肛肠医院。北京市肛肠医院（北京市二龙路医院）南院区位于下岗胡同1号。2010年代，为兴建新兴盛项目，下岗胡同西侧的全部建筑被拆除，二龙路医院也在2012年搬迁至德胜门城楼北侧。